# Elio Aggiano
Elio Aggiano, nacido el 15 de marzo de 1972 en Brindisi, es un antiguo ciclista italiano.

## Palmarés
| 1996 - Trofeo Franco Balestra 1998 - Trofeo Manacor 1999 - 1 etapa de la Vuelta a Castilla y León - 1 etapa de la Vuelta a Galicia 2000 - Trofeo Calviá 2002 - 1 etapa de la Uniqa Classic - 1 etapa de la Vuelta a Dinamarca - 1 etapa del Tour de Poitou-Charentes | 2003 - 1 etapa del Giro del Trentino 2005 - 1 etapa de la Settimana Coppi e Bartali 2006 - 1 etapa del Tour de Langkawi |

## Resultados en las grandes vueltas

### Tour de Francia
- 1999 : 92.º

### Vuelta a España
- 2001 : abandono
- 2002 : abandono

### Giro de Italia
- 1997 : abandono
- 1998 : abandono
- 2000 : 81.º
- 2007 : 138.º